# Aloo pie

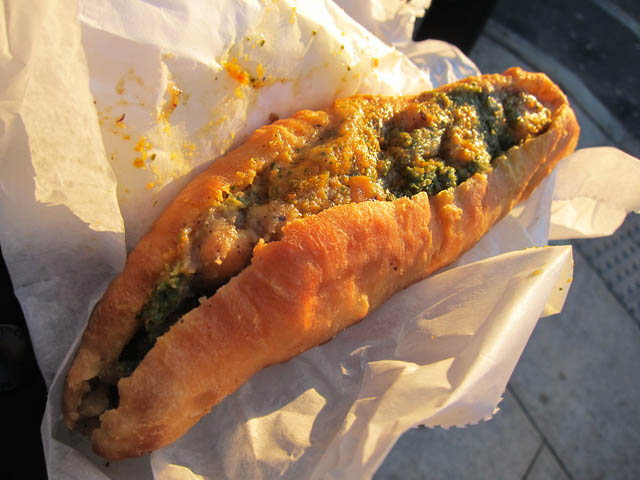
Aloo pie.

L'aloo pie est une variante de samoussa végétarien, fourré de légumes en purée. C'est un élément de la cuisine de rue, d'origine indienne, très  populaire à Trinité-et-Tobago.
Il est formé d'une pâte levée, à base de farine de blé, repliée en deux comme un calzone et frite, avec comme garniture un mélange de pommes de terre, bouillies, écrasées et épicées (en hindi, le terme aloo désigne la pomme de terre), et d'autres légumes tels que petits pois, ou pois chiches appelés chana dal (pois chiches cassés et débarrassés de leur tégument).
Sa forme fait penser au calzone italien, mais avec environ 10 cm de long, il est en général plus grand qu'un samoussa.
On le sert habituellement avec une sauce indienne aigre-douce, du type chutney, appelée imli, à base de tamarin.